# Flächenmaß

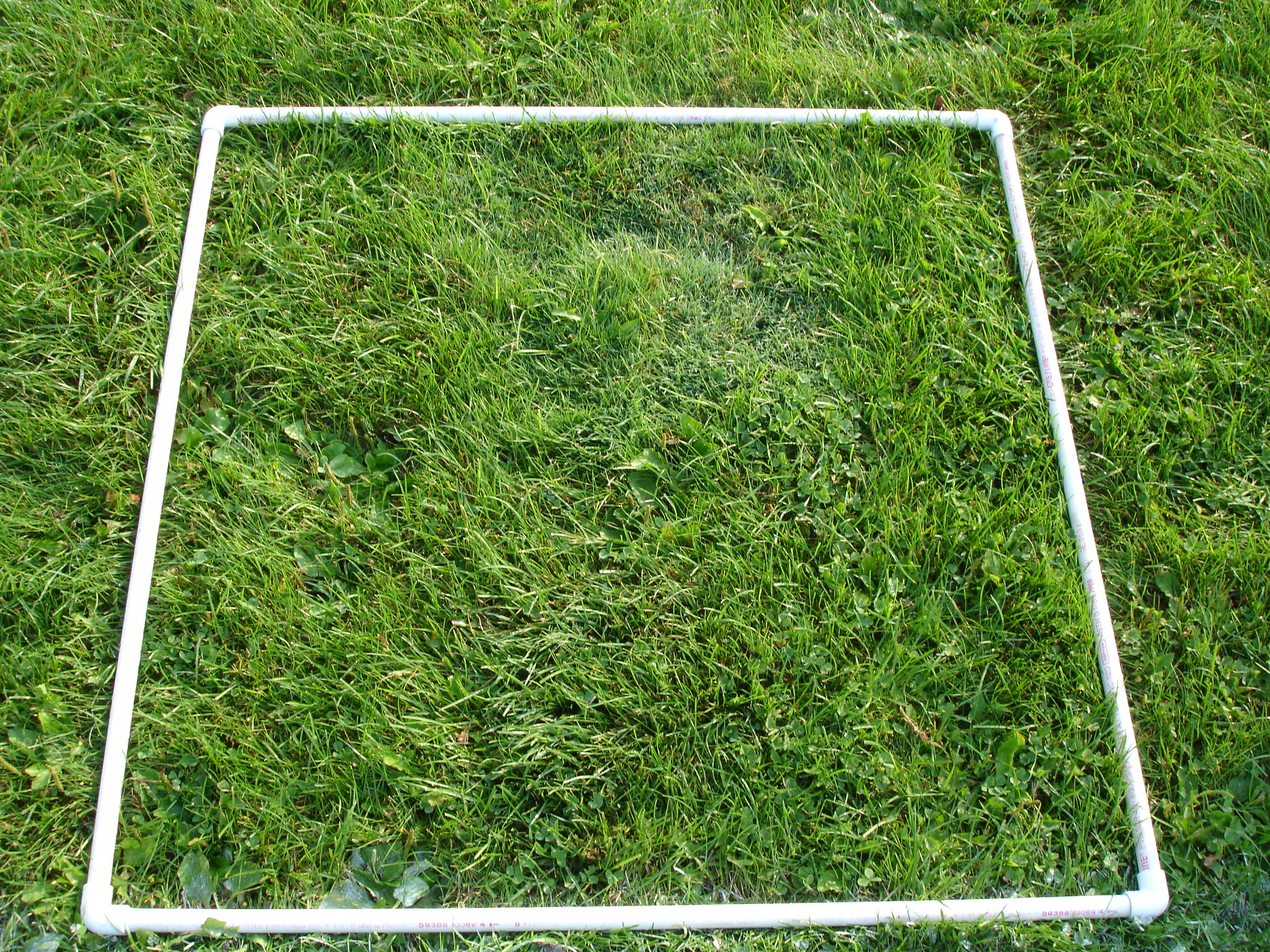
Eine Flächeneinheit, hier ein Quadratmeter, dargestellt durch PVC-Rohre auf einer Wiese

Unter einem Flächenmaß, auch Flächeneinheit oder genauer Flächenmaßeinheit, wird eine Maßeinheit zur Angabe eines Flächeninhalts verstanden. Dabei liegt die Fläche nicht notwendig in einer Ebene, sondern kann auch eine Eigenschaft eines dreidimensionalen Körpers sein, z. B. Oberfläche einer Kugel oder Fläche der Haut eines Menschen.
Die Ermittlung des Inhalts einer Fläche (Planimetrierung) führt immer zu einer Angabe, wie oft eine Flächeneinheit in dieser Fläche enthalten ist. Veranschaulichen lässt sich die Angabe eines Flächeneinheits {\displaystyle A} durch die Angabe der Seitenlängen {\displaystyle a} und {\displaystyle b} eines Rechtecks, wobei {\displaystyle A=a\cdot b} ist.

## Maßeinheiten
Nach dem heute üblichen internationalen SI-Einheitensystem wird die Flächeneinheit von der Längeneinheit Meter abgeleitet. Die Grundeinheit ist der Quadratmeter: 1 m2 ist der Flächeninhalt eines Quadrats von 1 m Seitenlänge.

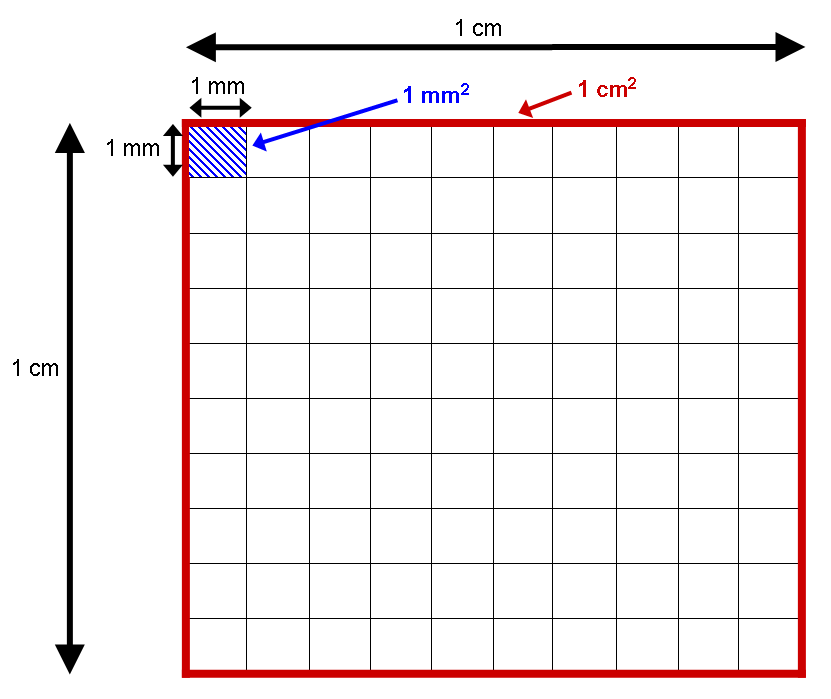
Ein Zentimeter besteht aus 10 Millimetern, ein Quadratzentimeter hingegen aus 100 Quadratmillimetern.

Je nach Anwendungszweck werden größere oder kleinere Flächeneinheiten verwendet. Einen Überblick liefert die folgende Tabelle:
| Name              | Umrechnung        | Fläche       | Abk. |
| ----------------- | ----------------- | ------------ | ---- |
| Quadratkilometer  | 1000 m · 1000 m   | 1 000 000 m2 | km2  |
| Hektar            | 100 m · 100 m     | 10 000 m2    | ha   |
| Ar                | 10 m · 10 m       | 100 m2       | a    |
| Quadratmeter      | 1 m · 1 m         | 1 m2         | m2   |
| Quadratdezimeter  | 0,1 m · 0,1 m     | 0,01 m2      | dm2  |
| Quadratzentimeter | 0,01 m · 0,01 m   | 0,000 1 m2   | cm2  |
| Quadratmillimeter | 0,001 m · 0,001 m | 0,000 001 m2 | mm2  |

Außerhalb des SI-Systems sind oder waren weitere Flächeneinheiten wie Barn, Quadratzoll, Quadratfuß, Quadratmeile, Acre, Dunam, Morgen, Rai oder Tsubo in Gebrauch: Informationen zu früher gebräuchlichen Flächenmaßen sind im Artikel „Alte Maße und Gewichte“ zu finden. Eine Übersicht über Objekte verschiedener Abmessung bietet die Liste von Größenordnungen der Fläche.